# Christian Sewing
Christian Sewing, né en 1970 à Bielefeld (Allemagne), est un chef d'entreprise allemand, président directeur-général de Deutsche Bank depuis avril 2018. 

## Biographie

### Formation
Christian Sewing a étudié à l'académie de la banque à Bielefeld et à Hambourg. 

### Carrière
En 1989, il intègre Deutsche Bank comme stagiaire. Il effectue tout d'abord des missions ponctuelles au sein des bureaux de Bielefeld et Hamburg puis occupe plusieurs postes à l'étranger : conseiller junior auprès des entreprises à Toronto, au Canada, ou encore Chief Credit Officer au Japon, et directeur des risques à Londres,. 
De juin 2013 à février 2015, Christian Sewing prend la tête de l'audit du groupe, avant prendre la direction des divisions de la Clientèle Privée et des entreprises. Il est aussi co-président du directoire délégué de la banque allemande. 
Le 8 avril 2018, il devient PDG de Deutsche Bank, en remplacement de John Cryan, qui sera resté aux commandes moins de trois ans. 